# Département numéro 2
Le département numéro 2 est un commandement de l'armée confédérée dont l'existence couvre la première partie de la guerre de Sécession (du 13 juillet 1861 au 25 juillet 1863).

## Historique
Le département confédéré numéro 2  comprend à sa création la partie orientale de l'Arkansas, l'ouest du Tennessee, le nord-est de la Louisiane, l'ouest du Mississippi et la partie septentrionale de l'Alabama et a la responsabilité de la défense du haut Mississippi(p519),(p311). Le président confédéré Jefferson Davis nomme Leonidas Polk à la tête du département dont le quartier général est situé à Memphis(p67) ; Ce dernier prend l'une des pires décisions confédérées de la guerre violant la neutralité du Kentucky en y entrant et capturant Columbus qu'il fortifie. Cette initiative permet alors à l'Union d'entrer à son tour dans l'État du Kentucky(p311).
Lorsque A. S. Johnston prend le commandement du département, il établit une ligne défensive à travers le Kentucky et le Tennessee(p765). Il installe son quartier général à Nashville et ordonne au général Buckner d'occuper Bowling Green(p196). En octobre 1861, Johnston déplace son quartier général à Bowling Green qu'il fait fortifier présumant que la ville sera le lieu d'une intense bataille pour le contrôle du Kentucky(p196). Faute de pouvoir défendre toute la ligne de défense, les autres points forts de cette ligne sont le Cumberland Gap et Columbus, ainsi que les forts Henry et Donelson(p196).
Le 28 octobre 1861, l'armée du Kentucky central est créée au sein du département numéro 2(p278). Le 1er novembre 1861, l'armée du Kentucky oriental est créée, commandée par le brigadier général Humphrey Marshall placée au sein du département. Elle a la responsabilité de défendre l'est du Kentucky et le Cumberland Gap(p112).
Le département est agrandi en janvier 1862 par ajout de la moitié orientale du Mississippi et de l'ouest de la Louisiane(p519). À la chute de La Nouvelle-Orléans, les régions de la Louisiane, à l'est du fleuve Mississippi, sous le contrôle du département numéro 1 sont transférées au département numéro 2(p519),(p398).
La ligne défensive de Johnston se révèle inopérante face à l'avancée d'Ulysse S. Grant. Après la capture du fort Donelson et du fort Henry, Johnston abandonne le Kentucky et une grande partie du Tennessee, se retirant sur Corinth. C'est à partir de cette ville qu'Albert S. Johnston lance une contre-offensive à Shiloh où il est mortellement blessé le 6 avril 1862(p766). P. G. T. Beauregard prend alors le commandement du département et met en place une ligne de défense autour de Tupelo. Il refuse d'envoyer Braxton Bragg en Louisiane et Jefferson Davis le remplace par Bragg au prétexte qu'il a pris un congé maladie sans autorisation(p52).
En juin 1862, un sous-département est créé en son sein : le département du Mississippi méridional et de la Louisiane de l'est sous le commandement du major général Earl Van Dorn(p408).
Le 18 juillet 1862, le département est une nouvelle fois agrandi pour couvrir tout le Mississippi et tout l'Alabama, le sud-est de la Louisiane, la partie orientale du Panhandle de Floride, l'ouest et le centre du Tennessee, une partie du nord-ouest de la Géorgie. Cependant, l'est de l'Arkansas est transféré au département du trans-Mississippi(p519).
Le 1er octobre 1862, le département numéro 2 est réduit et ne couvre plus que l'Alabama, le centre et l'ouest du Tennessee et le nord-ouest de la Floride(p519). Après avoir pris la décision d'abandonner le Kentucky, Bragg prépare une nouvelle offensive à partir du 14 octobre 1862(p14). Il envoie Breckinridge et sa division à Murfreesboro. Alors qu'il le rejoint, il donne temporairement le commandement du département à Polk(p14). Le 16 octobre 1862, l'armée du Tennessee occidental est créée au sein du département. Son existence n'est qu’éphémère, étant dissoute le 7 décembre 1862(p279).
En novembre 1862, le département devient un sous-département du département de l'ouest commandé par Joseph E. Johnston(p399).
Le 25 juillet 1863, le département disparaît lorsqu'il est absorbé par le département du Tennessee(p519).

## Commandants

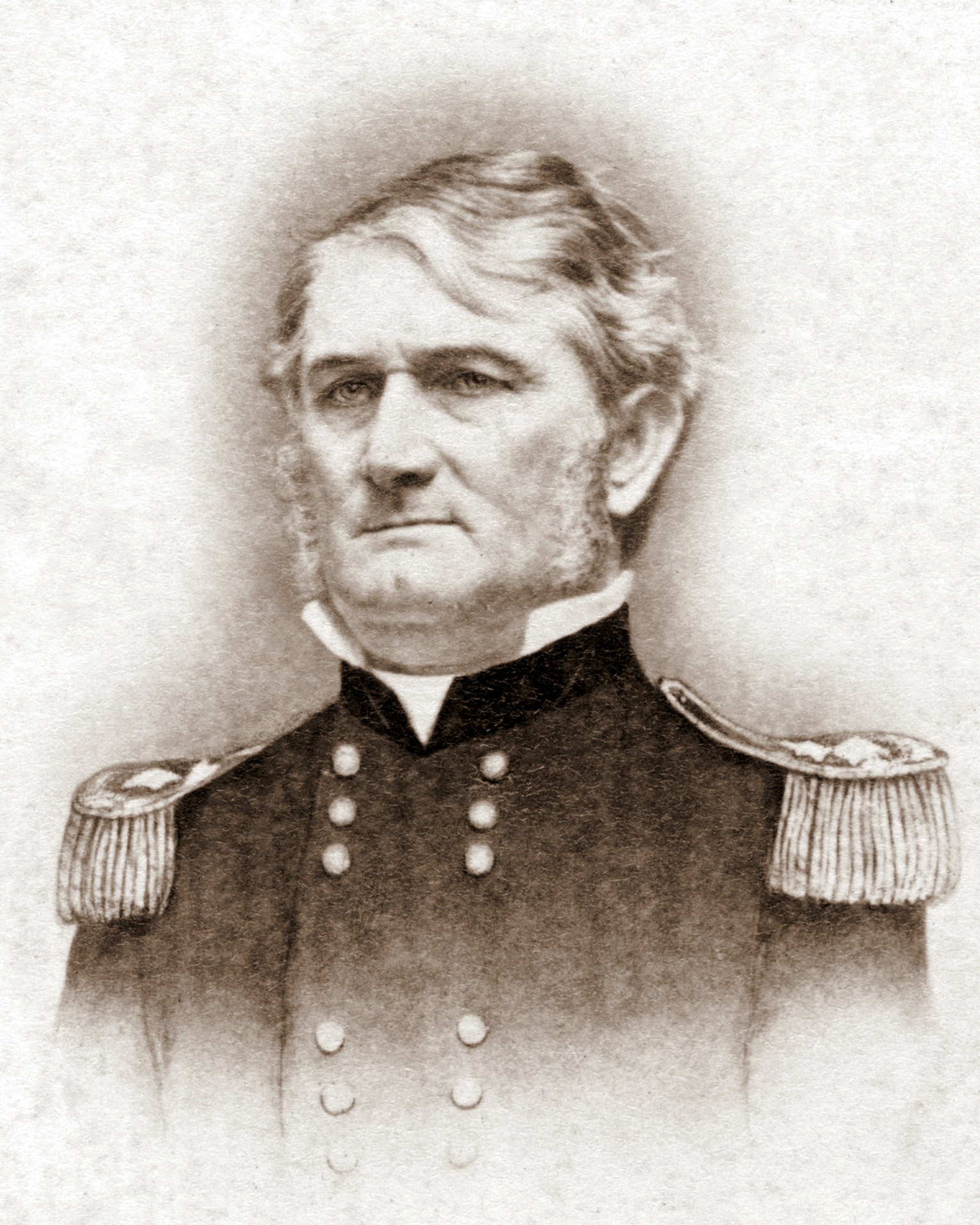
Leonidas Polk
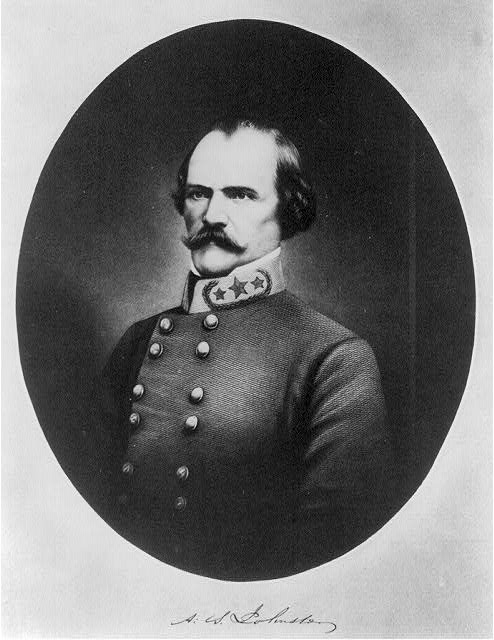
Albert Sidney Johnston
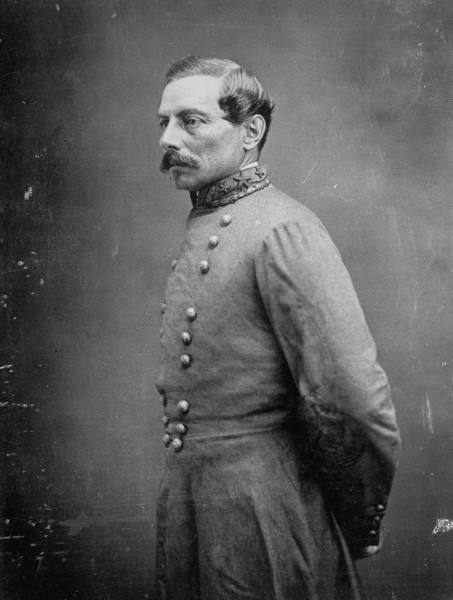
P. G. T. Beauregard
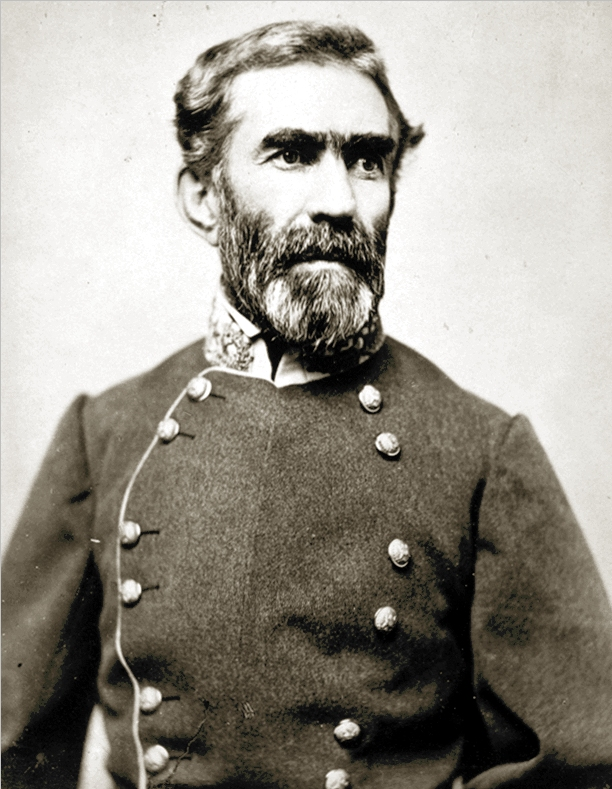
Braxton Bragg

- Leonidas Polk : 13 juillet 1861 – 15 septembre 1861[1](p519)
- Albert Sidney Johnston : 15 septembre 1861 – 6 avril 1862[1](p519)
- P. G. T. Beauregard : 6 avril 1862 – 17 juin 1862[1](p519)
- Braxton Bragg : 17 juin 1862 – 24 octobre 1862[1](p519)
- Leonidas Polk : 24 octobre 1862 – 3 novembre 1862[1](p519)
- Braxton Bragg : 3 novembre 1862 – 25 juillet 1863[1](p519)